# Unió Nacional Africana Somali
La Unió Nacional Africana Somali és un partit polític de Somàlia que va existir durant el període democràtic de Somàlia (1956-1969), creant-se abans de a la independència. Originàriament era conegut com el Club Juvenil de Hamar, quan era l'únic aliat polític de la Lliga de la Joventut Somali i van donar suport a un període de tutela de deu anys durant el qual el Fideïcomís de Somàlia estaria preparat per a la independència, seguit de la reunificació de les terres de Somàlia en una Gran Somàlia, i va desaparèixer en ser prohibits els partits amb el cop d'estat a Somàlia de 1969 sota la direcció del general Siad Barre.
En 1993, després de la caiguda del règim de Siad Barre, Mohamed Ragis Mohamed va reconstruir el partit amb en nom d'Unió Nacional Somali.